# 亥年選挙
亥年選挙（いどしせんきょ）とは、亥年に行われる参議院議員通常選挙と統一地方選挙のことである。亥年は3年に一度の参議院議員通常選挙と4年に一度の統一地方選挙のどちらも行われる年であり、この年に行われる参院選では自由民主党が苦戦を強いられるとする元朝日新聞記者の石川真澄の提唱で知られる。

## 概要
亥年は参議院選挙と統一地方選挙の両方が行われる年である。1947年に参院選と統一地方選が同じ年に行われて以降、統一地方選挙は4年に1度、参議院選挙は3年に1度行われている。そのため4と3の最小公倍数である12年に1度、「春の統一地方選挙と夏の参議院選挙」が同年に行われていて、それが亥年にあたる。日本国憲法施行後の亥年には1947年・1959年・1971年・1983年・1995年・2007年・2019年がある（次回は2031年）。このうち、1947年と1983年は、衆議院議員総選挙も実施された。とくに、1947年は、4月20日に実施された第1回参議院議員通常選挙の5日後の25日に第23回衆議院議員総選挙が実施された（変則衆参同時選挙）。
石川はこの年の参院選において、自民党が苦戦するという亥年現象説を提唱した。石川によると、地方政治家たちは自分たちの死活問題である春の統一地方選挙に向けて活動をするため、夏の参院選選挙では参議院議員の応援運動に注げる力が減ってしまう。自民党は地方有力者の集票システムに依存した政党のため、地方有力者の応援運動の影響をもっとも受けやすいとされ、投票率が下がり、自民党が参議院選挙で苦戦を強いられるとされるのではないかとされている。
そのため、全国的な組織力を持つ公明党や共産党は比較的堅調に議席を獲得する傾向があるとされる。
1995年の第17回参議院議員通常選挙では44.50%という空前の低投票率の中、公明党が参加していた新進党が比例で比較第一党になるなどした。また、2007年に行われた第21回参議院議員通常選挙では年金記録問題の影響で、自民党が歴史的な大敗を喫したため、一部で再び石川説が再注目され、実証的な検証がなされるなどした。ただしこの年は年金が関心事になったため、投票率が58.64%と比較的高かった。その12年後の2019年、第25回参議院議員通常選挙でも同様の観点から注目を集めたが、結果的に投票率はやや低め（48.80%）ではあったが、自民党は改選議席には及ばなかったものの安定的な勝利を収めたと評価されている。このように、近年の亥年選挙では必ずしも石川説がそのまま妥当するものとはなっていない。

## 批判
北海道大学教授で政治学者の荒木俊夫は1990年に石川の説を批判する論文(荒木俊夫 1990)を発表した。ここで荒木は、石川の仮説は都市化により自民党支持層が農村部を基盤としているため減少するという説が背景にあるとした上で、1970年代以降の選挙にみられる自民党得票率の上下変動が説明できないこと、有権者の増加による都市型の選挙区や市レベルの議会・首長選挙と自民党得票率の間に相関関係がないことを指摘した。そのうえで、亥年現象説は、自民党支持層について有権者が基本的に動員される受動的客体である｢社会動員論｣を背景とした説であり、価値意識の変化、政策争点のインパクト、バッファープレイヤー効果など業績評価による投票行動を自民党支持層はしないということを前提とした説であるとの批判的考察をしている。

## 関連書籍
- 石川真澄『データ戦後政治史』〈岩波新書〉、岩波書店、1984年。ISBN 4004202817。NCID BN00472504。
- 石川真澄・山口二郎『戦後政治史 第三版』(2010年、岩波新書)上記の改訂・増補版
- 荒木俊夫『投票行動の政治学』（1994年、北海道大学出版会） ISBN 4-8329-5641-8
- 荒木俊夫「自民党得票率の変動 －石川仮説の批判的検討－」『北大法学論集』第40巻5-6下、北海道大学法学部、1990年9月、2021-2046頁、ISSN 03855953、NAID 120000957237。